# Carteria cordiformis
Carteria cordiformis là một loài tảo trong họ Chlamydomonadaceae, thuộc chi Carteria.